# 海允
朴海允（：／ Park Hae Yoon；1996年1月10日)，韓國女歌手，2019年1月21日作為FNC娛樂旗下女團Cherry Bullet的主唱以首張單曲專輯《Let's Play Cherry Bullet》正式出道，團體於2024年4月22日解散，其個人與FNC娛樂終止合約。

## 經歷
- 曾是Big Hit娛樂旗下練習生，但在2014年，因GLAM的不雅照片勒索事件後，經紀公司解散女子練習生部門，海允轉投FNC娛樂，成為其練習生。
- 2018年6月15日，參加Mnet舉辦的選秀節目《PRODUCE 48》，最終以第19名落選，無緣成為限定女子團體IZ*ONE的一員。[1][2]
- 2019年9月13－15日，參加tvN《V-1》，第一輪被前為《Produce 101》參賽者的gugudan娜英挑戰，形成《Produce》系列前後輩對決， 海允以51－47票擊敗前輩。
- 第二輪的三人對打比賽以28－33－38票，分別敗給Weki Meki隊長池秀娟和Dreamcatcher始娟。

## 音樂作品
僅列出個人音樂作品，團體音樂作品請參考Cherry Bullet#音樂作品條目。

## 影視作品
僅列出海允個人影視作品，團體影視作品請參考Cherry Bullet#影視作品條目。

### 嘉賓出演
| 日期                  | 電視台 | 節目名稱   | 備註 |
| --------------------- | ------ | ---------- | ---- |
| 2018年6月15日—8月31日 | Mnet   | PRODUCE 48 |      |

### 廣播電台
| 年分   | 日期    | 電台         | 節目名稱                     | 參與成員                 | 備註       |
| ------ | ------- | ------------ | ---------------------------- | ------------------------ | ---------- |
| 2019年 | 2月6日  | MBC標準FM    | 《燦多的星光閃耀的夜晚》     | 與紫蘿                   |            |
| 2019年 | 2月7日  | KBS Cool FM  | 《樂童音樂家秀賢的提高音量》 | 與未來、智媛             |            |
| 2019年 | 2月21日 | EBS FM       | 《Midnight Black》           | 與未來、紫蘿、智媛、彩麟 |            |
| 2019年 | 2月25日 | SBS Power FM | 《庭沼珉的Young Street》     | 與裕姝、彩麟             |            |
| 2019年 | 4月25日 | MBC標準FM    | 《IDOL RADIO》               |                          | V LIVE可視 |
| 2019年 | 6月21日 | KBS Cool FM  | 《李秀智的歌謠廣場》         | 紫蘿                     |            |

## 外部連結
| 團體官方連結 - 官方网站（） - Cherry Bullet （页面存档备份，存于）的Daum Cafe（） - Cherry Bullet的X（前Twitter）（） - Cherry Bullet的X（前Twitter）（日語） - Cherry Bullet的Instagram帳戶（） - Cherry Bullet的Facebook專頁 - Cherry Bullet的新浪微博（简体中文） - Cherry Bullet的V Live频道 （页面存档备份，存于） | FNC娛樂 - FNC娛樂（） - YouTube上的FNC娛樂頻道（） - FNC娛樂的Facebook專頁（） - FNC娛樂的X（前Twitter）（） - FNC Music Japan（日語） - FNC Music Japan的X（前Twitter）（日語） - YouTube上的FNC娛樂頻道 - FNC娛樂微博的新浪微博 - FNC商城 （页面存档备份，存于）（） - FNC Academy （页面存档备份，存于）（） |